# Gertrudis van Vlaanderen
Gertrudis van Vlaanderen (circa 1070 - 1117) was van 1090 tot 1095 gravin van Leuven en landgravin van Brabant en van 1096 tot 1115 hertogin-gemalin van Opper-Lotharingen. Ze behoorde tot het huis Vlaanderen.

## Levensloop
Gertrudis was een dochter van Robrecht I de Fries, graaf van Vlaanderen, uit diens huwelijk met Geertruida van Saksen, dochter van hertog Bernhard II van Saksen. Ze was een zus van graaf Robrecht II van Vlaanderen.
Ze huwde rond 1090 met graaf Hendrik III van Leuven (overleden in 1095), tevens hertog van Brabant. Er worden hen vier dochters toegeschreven, waarvan twee historiografisch geïdentificeerd worden als:
- Adelheid, huwde met hertog Simon I van Lotharingen
- Gertrude, huwde mogelijk met Lambert, graaf van Montaigu en Clermont.

Nadat Hendrik III verongelukte tijdens een steekspel, hertrouwde Gertrudis in 1096 met hertog Diederik II van Lotharingen (1050-1115). Ze kregen volgende kinderen:
- Diederik van de Elzas (1100-1168), graaf van Vlaanderen
- mogelijk Gerard
- Hendrik (overleden in 1165), bisschop van Toul
- Boudewijn
- Ermengarde, huwde met Bernard van Briançon
- mogelijk Gisela, huwde eerst met de graaf van Tecklenburg en daarna met Frederik van de Saargau
- Ida, huwde met graaf Siegfried van Burghausen

In 1115 overleed hertog Diederik II van Lotharingen. Gertrudis overleefde haar echtgenoot twee jaar en stierf in 1117.